# Щербатов, Дмитрий Нефедьевич
Князь Дми́трий Нефе́дьевич Щерба́тов (ум. после 1705) — жилец, стряпчий (1671), стольник (1679), окольничий (1683) и воевода.
Представитель княжеского рода Щербатовых (Рюриковичи). Младший (пятый) сын патриаршего и царского стольника, князя Нефеда Ивановича Щербатова (ум. после 1629). Старшие братья — князья Алексей, Матвей, Афанасий и Константин Щербатовы.

## Биография
Начал службу в чине жильца. В 1668—1669 годах служил в Севске в полку под командованием боярина князя Григория Семёновича Куракина.
28 апреля 1671 года пожалован в стряпчие. В 1675 году служил в Севске в полку боярина князя Юрия Алексеевича Долгорукова. 20 апреля 1679 года пожалован в царские стольники.
В 1680 году участвовал в путивльском походе, состоя в полку боярина князя Василия Васильевича Голицына. В 1682 года подписал соборное постановление об отмене местничества. 25 сентября 1683 года получил чин окольничего. В чине окольничего сопровождал Государя в село Воробьёво (06 мая 1683), Донской монастырь (13 июля и 18 августа 1683).
В 1684-1685 годах находился на воеводстве в крепости Ахтырка.
В 1685—1686 годах — воевода в Белгороде. В 1686 году назначен вторым воеводой в Киеве, став «товарищем» (заместителем) первого воеводы, боярина князя Юрия Семёновича Урусова. В 1688—1690 годах неоднократно сопровождал царя Петра Алексеевича в его поездках в Троице-Сергиев и Саввин монастыри, села Преображенское и Коломенское.
12 сентября 1689 года назначен одним из судей в Палате расправных дел, а 14 октября того же года его перевели во Владимирский судный приказ, где он пробыл до 14 декабря.
В 1700 году включён в комиссию для пересмотра Уложения царя Алексея Михайловича и для создания нового Уложения.
В 1705 году упоминается в списке окольничих.

## Семья
Жена: (c 1684) Аграфена Семёновна урождённая Домашнева — дочь дьяка Домашнева (Домачнева) Семёна Филатовича и Марфы Мироновны Цвиленевой, в 1-м замужестве за думным дьяком Кирилловым Аверкием Степановичем.
- Единственный сын — князь Пётр Дмитриевич Щербатов (? — 1724).